# Gedrag (lied)
Gedrag is een lied van de Nederlandse rapformatie SBMG in samenwerking met de Nederlandse rapper Lil' Kleine. Het werd in 2018 als single uitgebracht en stond in hetzelfde jaar als vijfde track op het album Metro 53 van SBMG.

## Achtergrond
Gedrag is geschreven door Chyvon Pala, Henk Mando, Jorik Scholten en Julien Willemsen en geproduceerd door Jack $hirak. Het is een nummer uit het genre nederhop. In het lied rappen de artiesten over hun leven en hoe ze zich ten opzichte van anderen gedragen. Het lied samplet een beat van het nummer Kleine jongen van Lil Kleine uit 2017 en in de outro van het lied zijn de woorden "Papier hier" van Holle Bolle Gijs in de Efteling. De single heeft in Nederland de platina status.
Het is niet de eerste keer dat de artiesten met elkaar samenwerken. Dit werd eerder al gedaan op 4x duurder. Ook na Gedrag waren SBMG en Lil' Kleine op een nummer te horen. Dit was op Miljonair.

## Hitnoteringen
De artiesten hadden succes met het lied in de hitlijsten van Nederland. Het piekte op de derde plaats van de Nederlandse Single Top 100 en stond twaalf weken in deze hitlijst. Er was geen notering in de Nederlandse Top 40; het kwam hier tot de eerste positie van de Tipparade. Ook de Vlaamse Ultratop 50 werd niet bereikt. Hier kwam het tot de vijftiende plek van de Ultratip 100.